# ディーツ (ドイツ)
ディーツ（独: Diez）は、ドイツ連邦共和国 ラインラント＝プファルツ州ライン＝ラーン郡に存在する市。ディーツ連合自治体 (Verbandsgemeinde Diez) の行政庁所在地となっている。
ヘッセン州との境界に位置する。

## 姉妹都市
- バート・デューベン(Bad_Düben)　（ドイツ）

## 出身者
- ローマン・ヴァイデンフェラー : サッカー選手